# Oxymycterus akodontius
Oxymycterus akodontius је врста глодара из породице хрчкова (лат. Cricetidae). 

## Распрострањење
Аргентина је једино познато природно станиште врсте.

## Станиште
Врста Oxymycterus akodontius има станиште на копну.

## Угроженост
Подаци о распрострањености ове врсте су недовољни.

### Популациони тренд
Популациони тренд је за ову врсту непознат.